# Convenio sobre la pronta notificación de accidentes nucleares
La Convención sobre la Pronta Notificación de Accidentes Nucleares es un tratado del Organismo Internacional de Energía Atómica de 1986 por el que los Estados firmantes están de acuerdo en dar notificación de cualquier accidente nuclear que tenga lugar dentro de su jurisdicción y que pudiera afectar a terceros estados. Esta convención, junto con la Convención sobre Asistencia en caso de Accidente Nuclear o Emergencia Radiológica, fueron aprobadas como respuesta al desastre de Chernobyl de abril de 1986.